# Achtkante Molen (Groot-Ammers)
De Achtkante Molen in Groot-Ammers, in de Nederlandse gemeente Molenlanden, valt door zijn vorm op tussen de wipmolens die elders langs het water staan. De molen is in 1805 geplaatst ter vervanging van een wipmolen, die eerder dat jaar afbrandde. De Achtkante Molen is uitgerust met een scheprad dat smaller is dan dat van de andere molens in de polder, waardoor de molen de kleinste hoeveelheid water maalt. De molen was tot 1964 in bedrijf. De Achtkante Molen is in 1972 en 1991/1992 gerestaureerd en bemaalt op vrijwillige basis de Polder Liesveld. Eigenaar van de molen is de SIMAV.

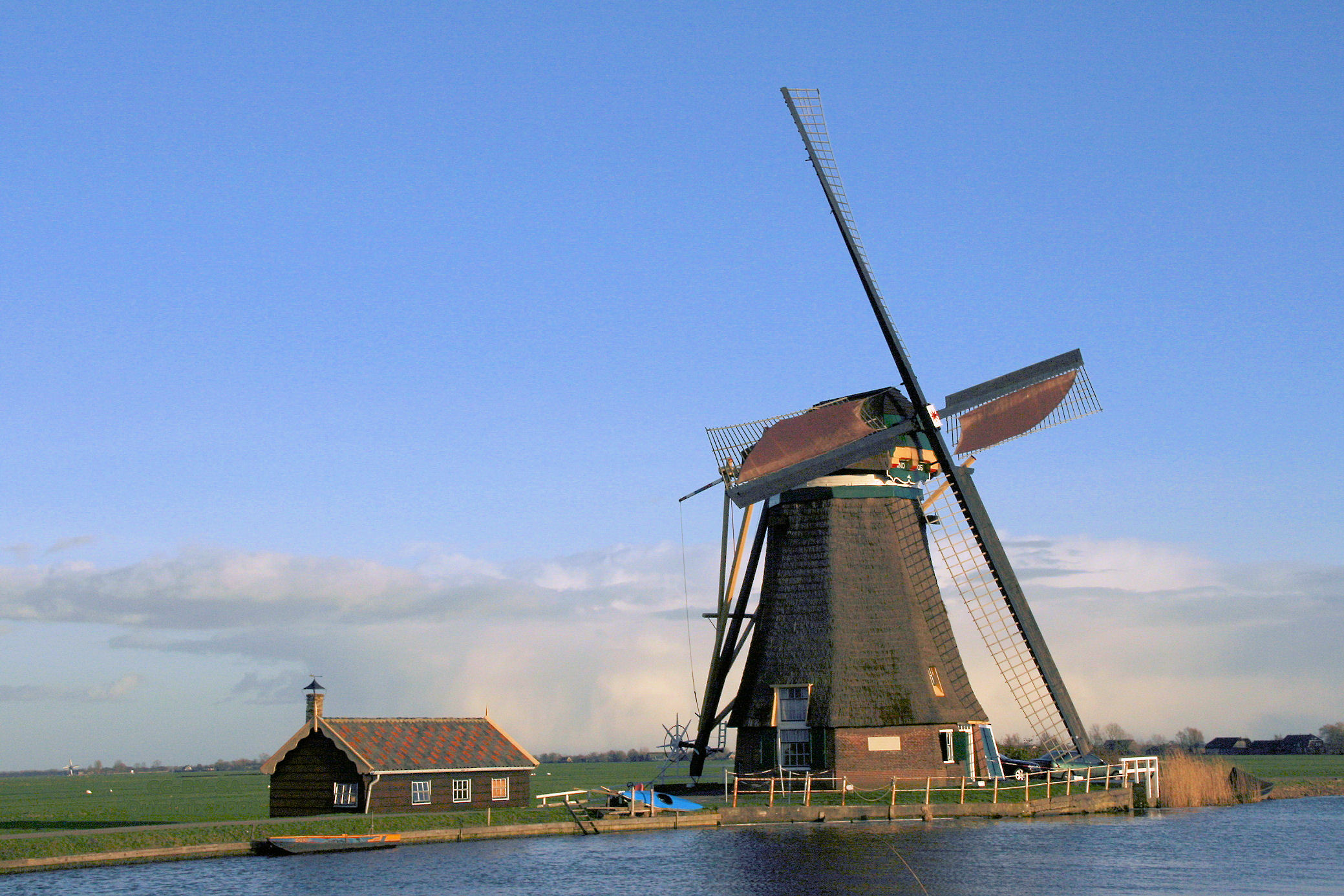
de Achtkante Molen